# 박설호
박설호( 1955년 1월 5일~)는 대한민국의 독문학자이며, 한신대학교의 명예교수이다.

## 연구 경력
- 1973년 3월 - 1977년 2월: 부산대학교 사범 대학 외국어교육과
- 1981년 3월 - 1983년 4월: 독일 뮌헨 괴테 인스티튜트 교사 세미나 (Diplom)
- 1982년 5월 - 1986년 7월: 독일 뮌헨 루드비히 막시밀리안 대학교 (M. A.)
- 1986년 9월 - 1989년 4월: 독일 빌레펠트 대학교 (Dr. Phil.)
- 1989년 5월 - 1989년 8월: 부산 독일 문화원 강사
- 1989년 9월 - 2020년 2월 한신대학교 독어독문과 교수
- 1995년 9월 - 1996년 7월: 브레멘 대학교 파견 교수

## 연구 실적 목록
|      | 제목                                                | 출판사            | 년도       | 비고                           |
| ---- | --------------------------------------------------- | ----------------- | ---------- | ------------------------------ |
| (1)  | Probleme der Utopie                                 | Christa Wolf      | 1989       | 126 페이지                     |
| (2)  | Entfremdung und Selbsterkenntnis                    | Christa Wolf      | 1986       | 253 페이지                     |
| (3)  | "동독 문학 연구"                                    | 한신대 출판부     | 1994/ 1998 | 370 페이지                     |
| (4)  | 하이너 뮐러 연구                                    | 한마당            | 1998       | 공저, 294 페이지               |
| (5)  | 떠난 꿈, 남은 글, 동독 문학 연구.2                  | 한마당            | 1999       | 529 페이지                     |
| (6)  | 독일인 어떻게 살(았)지?                             | 한신대 출판부     | 2000       | 공저, 288 페이지               |
| (7)  | 유토피아 연구와 크리스타 볼프의 문학                | 도서 출판 개신    | 2001       | 323 페이지                     |
| (8)  | 전환기 잊혀진 독일 문학과 사회적 (불) 평등          | 부산대 출판부     | 2002       | 이상금 외, 304 페이지          |
| (9)  | 독일 문학의 이해. 동독 문학과 통독 이후 문학의 이해 | 새문사            | 2003       | 정인모 외, 313 페이지          |
| (10) | 생태 위기와 독일 생태공동체                         | 한신대학교 출판부 | 2004, 7월  | 국중광 박설호 엮음, 571 페이지 |
| (11) | 새로운 눈으로 보는 독일 생태 공동체                 | 월인              | 2005, 5월  | 국중광 박설호 엮음, 676 페이지 |
| (12) | 하이너 뮐러의 연극 세계                             | 연극과 인간       | 2006, 9월  | 김맹하 외, 371 페이지          |
| (13) | 작은 것이 위대하다. 독일 현대시 읽기                | 울력              | 2007, 9월  | 609 페이지                     |
| (14) | 새롭게 읽는 독일 현대시                             | 한신대 출판부     | 2007, 12월 | 507 페이지                     |
| (15) | 현대 문화 이해의 키워드                             | 이학사            | 2007, 12월 | 김누리 외, 460 페이지          |
| (16) | 라스카사스의 혀를 빌려 고백하다                     | 울력              | 2008, 10월 | 328 페이지                     |
| (17) | 꿈과 저항을 위하여. 에른스트 블로흐 읽기 1          | 울력              | 2011, 3월  | 347 페이지                     |
| (18) | 망각의 시대에 명작 읽기, 동독문학 연구 3            | 울력              | 2013, 3월  | 331 페이지                     |
| (19) | 실패가 우리를 가르친다. 통일 전후의 독일 소설 연구  | 열린책들          | 2013, 7월  | 354 페이지                     |
| (20) | 자연법과 유토피아. 에른스트 블로흐 읽기 III         | 울력              | 2014       | 275 페이지                     |
| (21) | 비행하는 이카로스. 20세기 서양문학과 문화           | 울력              | 2016       | 320 페이지                     |
| (22) | 호모 아만스, 치유를 위한 문학 사회심리학            | 울력              | 2017       | 384 페이지                     |
| (23) | 에로스와 서양문학, 호모 아만스를 위한 스토리텔링    |                   | 2019, 3월  | 384 페이지                     |

|      | 저자                  | 제목                                | 출판사   | 년도 | 비고               |
| ---- | --------------------- | ----------------------------------- | -------- | ---- | ------------------ |
| (1)  | 발터 벤야민           | 베를린의 유년 시절                  |          | 1992 | 288 페이지         |
| (2)  | 에른스트 블로흐       | 희망의 원리, 입장 총서 24           |          | 1993 | 354 페이지         |
| (3)  | 에른스트 블로흐       | 희망의 원리, 자유와 질서 편         |          | 1993 | 309 페이지         |
| (4)  | 에른스트 블로흐       | 더 나은 삶에 관한 꿈, 희망의 원리 1 |          | 1995 | 308 페이지         |
| (5)  | 빌헬름 라이히         | 문화적 투쟁으로서의 성              |          | 1996 | 354 페이지         |
| (6)  | 프리드리히 횔덜린     | 빵과 포도주                         | 민음사   | 1997 | 163 페이지         |
| (7)  | 에른스트 블로흐       | 희망의 원리 1                       | 열린책들 | 2004 | 1 - 591 페이지     |
| (8)  | 에른스트 블로흐       | 희망의 원리 2                       | 열린책들 | 2004 | 592 - 1272 페이지  |
| (9)  | 에른스트 블로흐       | 희망의 원리 3                       | 열린책들 | 2004 | 1273 - 1846 페이지 |
| (10) | 에른스트 블로흐       | 희망의 원리 4                       | 열린책들 | 2004 | 1847 - 2422 페이지 |
| (11) | 에른스트 블로흐       | 희망의 원리 5                       | 열린책들 | 2004 | 2423 - 3057 페이지 |
| (12) | 에티엔느 드 라 보에시 | 자발적 복종                         | 울력     | 2004 | 252 페이지         |
| (13) | 에른스트 블로흐       | 서양 중세 르네상스 철학 강의        | 열린책들 | 2008 | 518 페이지         |
| (14) | 에른스트 블로흐       | 저항과 반역의 기독교                | 열린책들 | 2009 | 531 페이지         |
| (15) | 에른스트 블로흐       | 자연법과 인간의 존엄성              | 열린책들 | 2011 | 544페이지          |
| (16) | 에른스트 블로흐       | 마르크스, 뮌처, 혹은 악마의 궁둥이  | 울력     | 2012 | 263 페이지         |

|      | 논문명 | 학술지명 | 년도 | 비고 |
| ---- | --- | --- | ---- | --- |
| (1)  | 브레히트의 후기 시 연구, -부코 비가를 중심으로-                                                                   | 외국 문학 가을호 | 1989 | 71 - 96 페이지 |
| (2)  | 크리스타 볼프를 이해하는 데 있어서의 다섯 가지의 어려움                                                           | 겨레 문학, 통권 3호, 봄 호 | 1990 | 218 - 234 페이지 |
| (3)  | 변모하는 스탈린주의의 문학론                                                                                      | 문예 중앙 봄호, | 1990 | 282 - 286 페이지 |
| (4)  | 카롤리네 귄더로데의 삶과 문학 그리고 자살의 의미                                                                  | 독일 여성 문학 | 1990 | 276 - 292페이지 |
| (5)  | Luka ′cs' Realismuskonzeption und Brechts Kunstauffassung                                                         | in bezug auf die Realismusdebatte, in: 한신 논문집, 제 7호                                                                         | 1990 | 111 - 134 페이지 |
| (6)  | 블로흐의 예술적 카테고리 “예측된 상”                                                                              | 독일 문학 통권 47호 | 1992 | 재 수록: 박설호, 떠난 꿈, 남은 글. 동독 문학 연구. 2, 한마당 1999, (399 - 420 페이지) |
| (7)  | 지식인의 갈등과 세계의 변화, 하이너 뮐러의 ｢햄릿 기계｣를 중심으로, 현대 비평과 이론                               | 통 권 3호 | 1992 | 142 - 164 페이지 |
| (8)  | 구동독에서의 사회주의 리얼리즘 논의 과정, 오늘의 문예 비평                                                        | 통권 5호, 봄 호 | 1992 | 1) 재 수록: 동독 문학 연구, 제 4장, 한신대 출판부 1994 /98, (77 - 94 페이지) 2) 재 수록: 이상금 편저, 전환기 잊혀진 독일 문학과 사회적 (불)평등, 부산대학교 출판부 2002, (141 - 156 페이지) |
| (9)  | 유물론적 모더니스트, 발터 벤야민, “베를린의 유년 시절”                                                            | | 1992 | 13 - 34 페이지 |
| (10) | 에른스트 블로흐, 그의 철학적 명제 “유토피아”                                                                      | 통권 3호 | 1992 | 재 수록: 박설호, 떠난 꿈, 남은 글. 동독 문학 연구 2, 한마당, 1999 (421 - 442 페이지) |
| (11) | 지배 이데올로기, 혹은 문화적 해방으로서의 성 (性), 빌헬름 라이히의 성 경제학에 관하여                             | 문화과학, 봄호, 통권 7호, | 1995 | 319 - 346 페이지 재 수록: 빌헬름 라이히, 문화적 투쟁으로서의 성, 박설호 편역, 솔 1996, (319 - 346 페이지)                                                                                   |
| (12) | 크리스타 볼프의 문학은 반 유토피아주의에 기초를 두고 있는가?                                                      | 한신 논문집 통권 12호 | 1995 | 349 - 373 페이지 |
| (13) | 지킹엔 논쟁 연구                                                                                                  | 이론 통권 12호 | 1995 | 107 - 129 페이지 |
| (14) | 유토피아가 배척당하는 시대인가? 에른스트 블로흐를 생각하며                                                        | 오늘의 문예 비평, 통권 18 호 | 1995 | 253 - 277 페이지 |
| (15) | 크리스타 볼프의 “어디서도 찾을 수 없는 곳”                                                                        | 민족 예술 15호 | 1996 | 68 - 78 페이지 |
| (16) | 학생들과 함께 읽는 브레히트의 시 ｢후세 사람들에게｣                                                                | 오늘의 문예 비평 통권 24호 | 1997 | 242 - 269 페이지 재 수록: 이상금 편저, 전환기 잊혀진 독일 문학과 사회적 (불)평등, 부산대 학교 출판부 2002, 23 - 48 쪽                                                                       |
| (17) | 구 동독 작가에 비친 횔덜린                                                                                        | 한신 논문집, 통권 14집 | 1997 | 223 - 262 페이지 |
| (18) | Thesen zur Forschung über die DDR-Literatur nach der Vereinigung Deutschlands                                     | 독일 문학 제 64집, 38권 3호 | 1997 | 317 - 337 페이지 |
| (19) | 사라진 동독, 남아 있는 문학                                                                                       | 오늘의 문예 비평, 봄호, 통권 28호,                                                                                                 | 1998 | 89 - 106 페이지 |
| (20) | 역사 + 주체, 과학 기술 + 유토피아. H. 뮐러의 ｢보이체크 상처｣ 읽기                                                 | 한마당 | 1998 | 182 - 211 페이지 박설호 외 : 하이너 뮐러 연구 |
| (21) | 하이너 뮐러 - 브레히트 이후 최대의, 그리고 결코 잊혀질 수 없는 경악의 기록자                                      | |      | 5 - 20 페이지 박설호 외: 하이너 뮐러 연구 |
| (22) | 견유 문학론 | in: 박설호, 떠난 꿈, 남은 글, 한마당                                                                                               | 1999 | 17 - 24 페이지 |
| (23) | 국경선 상의 고향으로부터 친구의 고향으로, 볼프 비어만의 ｢불쌍한 독일. 블로흐 노래｣                                | in: 떠난 꿈, 남은 글, a. a. O. |      | 80 - 97 페이지 |
| (24) | 추락하는 이카루스, 자연의 고통, 혹은 노아의 방주로서의 시, 귄터 쿠너르트의 시적 성취                              | in: 떠난 꿈, 남은 글, a. a. O. |      | 98 - 109 페이지 |
| (25) | 속죄와 자기반성으로서의 기억, 요하네스 보브롭스키의 ｢유년｣                                                        | in: 떠난 꿈, 남은 글, a. a. O. |      | 149 - 161 페이지 |
| (26) | 요하네스 보브롭스키의 “레빈의 방앗간”에 등장하는 다섯 개의 유령 상에 관하여                                       | in: 떠난 꿈, 남은 글, a. a. O. |      | 162 - 183 페이지 |
| (27) | 사랑, 혼외정사, 혹은 체제 순응주의, 귄터 드 브륀의 “뷰리당의 당나귀”                                              | in: 떠난 꿈, 남은 글, a. a. O. |      | 184 - 202 페이지 |
| (28) | 크리스타 볼프의 “어디서도 찾을 수 없는 곳”                                                                        | in: 떠난 꿈, 남은 글, a. a. O. |      | 203 - 224 페이지 |
| (29) | 체 게바라, 필연적 투쟁과 죽음, 폴커 브라운의 ｢체 게바라 혹은 태양의 나라｣                                         | in: 떠난 꿈, 남은 글, a. a. O. |      | 322 - 341 페이지 |
| (30) | 무지한 자의 맹신으로서의 유토피아?, 크리스토프 하인의 ｢원탁의 기사｣                                               | in: 떠난 꿈, 남은 글, a. a. O. |      | 342 - 360 페이지 |
| (31) | 구동독에서의 유토피아에 관한 토론                                                                                 | in: 떠난 꿈, 남은 글, a. a. O. |      | 450 - 464 페이지 |
| (32) | 새로운 맑스주의 문학론, 한스 마이어와 에른스트 피셔                                                               | in: 떠난 꿈, 남은 글, a. a. O. |      | 465 - 484 페이지 |
| (33) | 스웨덴에는 연애 소설이 없다. 성에 관한 스물여섯 개의 고정 관념                                                    | in: 문학 사상 4 월호, 통권 318 | 1999 | 64 - 80 페이지 |
| (34) | 구동독에서의 하인리히 폰 클라이스트                                                                               | 한신 논문집, 제 16집, 1권 | 1999 | 509 - 562 페이지 |
| (35) | B. 트라벤의 잊혀진 독일 문학, 초기 작품에 나타난 문명 비판                                                        | 독일 문학, 제 73집, 41권 1호, | 2000 | 29 - 54 페이지 |
| (36) | Didaktische Überlegungen zur Kurzgeschichte Bertolt Brechts ｢Die unwürdige Greisin｣ im Deutschunterricht in Korea | in: Deutsche Literatur in Korea. Ein Beispiel für angewandte Interkulturalität, Festschrift für Bonghi Cha zu ihrem 60. Geburtstag | 2000 | 320 - 331 페이지 |
| (37) | 유토피아, 그 개념과 기능, 문학 유토피아를 중심으로                                                                | 이화 어문 논집, 제 18집 | 2000 | 1 - 19 페이지 |
| (38) | 문학과 환상에 관한 12 개의 테제                                                                                   | 실천 문학 겨울호 | 2000 | 216 - 230 페이지 |
| (39) | 거짓된 현실 상, 인용의 역사, 변증법 죽이기                                                                        | 한신 인문학 연구, 창간호 | 2001 | 351 - 370 페이지 |
| (40) | 발터 벤야민의 아우라 개념에 관하여                                                                                | 포에지, 통권 6호, 가을호 | 2001 | 217 - 238 페이지 재 수록 : 브레히트와 현대 연극, 제 9집, 2001, (128 - 146 페이지) |
| (41) | 동독 문학에 나타난 교사상, -벨름, 괴를리히, 베커를 중심으로-                                                      | 독일 문학 제 81집, 43권 1호 | 2001 | 209 - 227 페이지 정인모 편: 동독 국가와 동독 문학, 새문사 2003 (131 - 152). |
| (42) | Schein und Sein. Analyse des Dramas Der Spiegelmensch von Franz Werfel                                            | 한신 인문학 연구 제 2집, 한신 인문학 연구소                                                                                        | 2002 | 191 - 216 페이지 |
| (43) | 하이너 뮐러의 묘비명, ｢몸젠의 블록｣ 읽기                                                                          | in : 독일 어문학, 제 20집 | 2003 | 183 - 210 페이지 |
| (44) | 에른스트 블로흐의 의식된 희망, 종교 그리고 유토피아                                                               | in: 오늘의 문예 비평, 통권 48호, 봄호                                                                                              | 2003 | 106 - 126 페이지 |
| (45) | “사물 한 가운데에는 슬픔이”. 페터 후헬의 정치적 자연시                                                            | In: 독일 언어 문학, 제 21 집 | 2003 | 325 - 343 페이지 |
| (46) | Liebe, Seitensprünge, oder die Anpassung an die Gesellschaftsnorm. Günter de Bruyns “Buridans Esel”               | in: Literatur für Leser, 26. Jg. H. 2                                                                                              |      | 102 - 116 페이지 |
| (47) | Heiner Müllers Epitaph, ｢Mommsens Block｣                                                                          | in: Sprache und Literatur, 91, 92,                                                                                                 | 2003 | 175 - 192 페이지 |
| (48) | 금어초 사이의 푹시아 꽃. 브레히트의 후기 시 연구 (1)                                                              | in: 창작 21, 통권 제 1호 | 2004 | 126 - 158 페이지 |
| (49) | 미국 문명 비판 그리고 생태주의                                                                                    | in: 국중광 교수 회갑 기념 논문집, 녹색 사유와 독일 생태 공동체, 한신대학교 출판부                                                  | 2004 | 527 - 538 페이지 |
| (50) | “생태 위기와 독일생태 공동체”를 간행하며                                                                          | in: 국중광 박설호 편, 생태 위기와 독일 생태 공동체, 머리말, 한신대 출판부                                                          | 2004 | 5 - 15 페이지 |
| (51) | 슈테판 헤름린의 투쟁과 “성스러운 사회주의”                                                                        | in: 독일 문학, 통권 91호 | 2004 | 127 - 147 페이지 |
| (52) | 역사를 삼키는 신화인가? 귄터 쿠네르트의 신화 이해 비판                                                            | in: 브레히트와 현대 연극, 제 12 집                                                                                                 | 2004 | 483 - 501 페이지 |
| (53) | 모제스 로젠크란츠, 혹은 아우슈비츠 이후의 시                                                                      | in: 신생, 22집, 봄호 | 2005 | 149 - 166 페이지 |
| (54) | 금어초 사이의 푹시아 꽃, 브레히트의 후기시 연구 (2)                                                               | in: 창작 21, 통권 제 2호 | 2005 | 234 - 269 페이지 |
| (55) | 충분히 이유 있는 오류 담은 진리                                                                                   | in: 국중광 박설호 편, 새로운 눈으로 보는 독일 생태 공 동체, 월인                                                                   | 2005 | 6 - 19 페이지 |
| (56) | 횔덜린 문학에 담긴 유토피아                                                                                       | in: 한신 인문학 연구, 제 6집, 한신대 출판부                                                                                        |      | 131 - 151 페이지 |
| (57) | 문학과 역사의 죽음, 혹은 영웅의 자살. 하이너 뮐러의 ‘이를테면 아이아스 읽기’                                      | in: 독일 언어 문학, 제 30집 | 2005 | 133 - 152 페이지 |
| (58) | Problem der Wahrheitsübermittlung durch die Lehrer-Schüler-Beziehung im Werk B. Brechts                           | in: 브레히트와 현대연극, 제 15집                                                                                                   | 2006 | 7 - 26 페이지 |
| (59) | 서양 문학에 나타난 이카로스 유형 연구                                                                             | in: 독일 어문학, 제 35집 | 2006 | 39 - 62 페이지 |
| (60) | 갇힌 사회 속의 열린 사랑. 독일 여성들의 연애시                                                                    | in: 시문학, 통권 431 | 2007 | 150 - 168 페이지 |
| (61) | 탈 역사의 시대로 향하는 반항적 잠언. 한스 울리히 트라이헬의 서정시                                                | in: 시문학, 통권 432 | 2007 | 137 - 147 페이지 |
| (62) | 잃어버린 고향, 근원 + _ 자유의 나라, 체홉스키, 옌취, 브라쉬, 베스퍼                                               | in: 시문학, 통권 433 | 2007 | 147 - 164 페이지 |
| (63) | 라스카사스의 교훈                                                                                                 | in: 창작 21, 여름호, 통권 9호 | 2007 | 146 - 192 페이지 |
| (64) | 사랑과 포옹, 그 가벼움 속의 무거움, 20세기 초의 독일 연애시                                                       | in: 시문학, 통권 434 | 2007 | 149 - 162 페이지 |
| (65) | 작은 것이 위대하다. 페터 후헬의 정치적 자연시                                                                     | in: 시문학, 통권 435 | 2007 | 141 - 155 페이지 |
| (66) | 이카로스의 상징성: 유토피아. 귄터 쿠네르트와 볼프 비어만의 시를 중심으로                                          | in: 독일어문 학, 제 39집, 15권 4호                                                                                                 | 2007 | 47 - 69 페이지 |
| (67) | 고상한 소네트에서 조야한 소네트로, 현대 독일 시인들의 소네트 패러디                                               | in: 시와 시학, 통권 69호 | 2008 | 50 - 64 페이지 |
| (68) | 소련과 동독에서의 반유대주의, 그 배경과 경과, 동독의 유대 문학 연구를 위한 사회 역사적 전제조건                   | in: 독일어문학, 통권 42 | 2008 | 311 - 332 페이지 |
| (69) | 갈망에서 실현까지. 설레는 심리 속의 다섯 가지 모티프. 에른스트 블로흐의 『흔적들』 연 구                          | in: 브레히트와 현대 연극, 제 20집                                                                                                  | 2009 | 175 - 194 페이지 |
| (70) | 동독 유대인의 정체성과 과거 극복의 문제, 유렉 베커의 브론슈타인의 자식들 연구                                     | in: 독일 어문학, 제 45집 | 2009 | 25 - 46 페이지 |
| (71) | 속죄하고 새로운 인간으로 태어나기                                                                                 | in: 독일문학 그리고 생태주의, 국중광 교수 퇴임 기념 논문집 , 한신대 출판부                                                         | 2009 | 47 - 77 페이지 |
| (72) | 차단된 미래, ‘아직 아닌 존재’에 관한 판타지. 에른스트 블로흐의 흔적들 연구 (2)                                    | in: 독일 문학, 50권 4호 | 2009 | 151 - 172 페이지 |
| (73) | 마르시아스 개작에 반영된 예술론과 시대비판. 토마스 브라쉬의 「결투」에 대한 세 가지 해 석 시도                    | in: 독일어문학, 제 49집, 제 18권 1호                                                                                               | 2010 | 85 - 104 페이지 |
| (74) | “사랑을 통해 다시 태어나기” 마리나 츠베타예바의 막달레나 연작시 연구                                              | in: 독일 언어문 학, 제 50집 | 2010 | 177 - 193 페이지 |
| (75) | “그대의 무덤은 도망치는 구름 속에”. - 모제스 로젠크란츠와 부코비나 시인들의 유대인 박 해 시편                     | in: 독일어문학, 제 54집 | 2011 | 145 - 165 페이지 |
| (76) | 미국사회의 대안으로서의 생태국가, 그 특성과 한계. 어니스트 칼렌바크의 에코토피아 연구                             | in: 독일어문학, 제 57집 | 2012 | 97 – 116 페이지 |
| (77) | 문학 현장과 체험 현실. 미완의 동독 문학, 그 연구를 위한 전제조건                                                  | in: 브레히트와 현대연 극, 제 28집                                                                                                  | 2013 | 125 – 143 페이지 |
| (78) | 유토피아의 상으로서의 처녀지, 성, 혹은 실현의 아포리아, 프리츠 루돌프 프리스의 『알렉산 더의 새로운 세계들』연구  | in: 독일언어문학, 제 59집 | 2013 | 67 – 85 페이지 |
| (79) | 푸리에의 유토피아 팔랑스테르, 그 특성과 한계                                                                      | in: 오늘의 문예비평, 통권 89호 | 2013 | 82 – 97 페이지 |
| (80) | Im Fremden ungewollt zuhaus, oder die Psychologie der Vertriebenen                                                | in: 독일문학, 통권 128 | 2013 | 445 – 464 페이지 |
| (81) | 20세기 후반의 문학 유토피아 (1). P. M.의 볼로의 볼로                                                              | in: 오늘의 문예비평, 통권 93호 | 2014 | 309 – 327 페이지 |
| (82) | 20세기 후반의 문학 유토피아 (2), 탈핵, 혹은 녹색 평화의 정치 운동, 칼렌바크의 『에코토 피아 출현』                | 오늘의 문예비평, 통권 94호, 가을호                                                                                                 | 2014 | 266 – 288 페이지 |
| (83) | 20세기 후반의 문학 유토피아 (3), 성 평등과 양성구유의 유토피아, 피어시의 『시간의 경계 에 선 여자』               | 오늘의 문예 비평, 통권 95호, 겨울호                                                                                                | 2014 | 282 – 302 페이지 |
| (84) | 20세기 후반의 문학 유토피아 (4), 자본주의의 틈새를 공략하는 생태 공동체 유토피아—스키 너의 『월든 투』            | 오늘의 문예 비평 통권 96호, 봄 호                                                                                                  | 2015 | 232 – 256 페이지 |
| (85) | 치료의 대상으로서의 죽음을 불사하는 용기. 브레히트의 「부상당한 소크라테스」연구                                  | 브레히트와 현대연극, 제 33집 | 2015 | |
| (86) | Die Staats- und Zivilisationskritik in der mythologischen Bearbeitung bei Thomas Brasch                           | 독일언어문학, 제 72집 | 2016 | 111 – 128 페이지 |
| (87) | 블로흐와 루카치, 사상과 예술론의 일치점과 차이점, 유토피아, 총체성 그리고 자연주체를 중 심으로                    | 독일문학, 제 141집, 58권 1호 |      | 107 – 125 페이지 |
| (88) | 생태공동체와 생태주의 유토피아. 유럽의 생태주의의 연구를 중심으로                                                 | 브레히트와 현대연극 제 38집 | 2018 | 107 – 125 페이지 |
| (89) | 리비도와 질투, 혹은 동등한 성역할에 대한 갈망. 마르가레테 슈테핀과 베르톨트 브레히트의 소네트                     | 독일어문학, 제 83집 | 2018 | 75 - 94 페이지 |